# 泰達駅
泰達駅（たいたつ-えき）は中華人民共和国天津市天津経済技術開発区に位置する浜海快速の駅である。

## 利用可能な鉄道路線
天津浜海快速発展有限公司（浜海快速）
■9号線
■天津開発区路面電車1号線

## 駅構造

### 天津地下鉄
相対式ホーム2面2線の高架駅。
| ホーム (3F) | 相対式ホーム                 |
| ホーム (3F) | ←■9号線 中山門・天津駅方面   |
| ホーム (3F) | ■9号線 市民広場・東海路方面→ |
| ホーム (3F) | 相対式ホーム                 |

### 天津開発区路面電車1号線
島式・相対式ホーム2面2線の地上駅。
| 天津路面電車ホーム (1F) | 相対式ホーム                |
| 天津路面電車ホーム (1F) | ←■天津路面電車 学院区北方面 |
| 天津路面電車ホーム (1F) | 島式ホーム                  |
| 天津路面電車ホーム (1F) | ■天津路面電車 降車専用      |

## 駅周辺
- 泰達青豊園
- 天津万麗泰達酒店

## 歴史
- 2004年3月28日 - 天津地下鉄9号線開業(当時の駅名は洞庭路駅)。
- 時期不明 - 泰達駅に改名。
- 2007年5月10日 - 天津開発区路面電車1号線開業。

## 隣の駅
- ■9号線

塘沽駅 - 泰達駅 - 市民広場駅
- ■天津路面電車1号線

泰達駅 - 第一大街駅